# 크리스티안디 산자야
황한산(黃漢山, 인도네시아어: Christiandy Sanjaya 크리스띠안디 산자야[*])은 인도네시아의 정치인이고 서칼리만탄 주의 부지사이다. 2007년과 2012년 서칼리만탄 주지사 선거에 꼬르넬리스(Cornelis)의 러닝메이트로 출마, 당선되었다. 그는 객가인 조상 있는 인도네시아 화교이다.